# Vojislav Stojanović
Vojislav Stojanović (en serbio, Војислав Стојановић, Belgrado, 8 de marzo de 1995) es un baloncestista serbio que pertenece a la plantilla del Pallacanestro Mantovana de la Serie A2 italiana. Con 2,00 metros de estatura, juega en la posición de escolta.

## Trayectoria deportiva

### Profesional
Comenzó a jugar en las categorías inferiores del Estrella Roja, con cuyo equipo ganó en 2014 el Adidas Next Generation Tournament, una de las competiciones más importantes por clubes en categorías inferiores, siendo además elegido mejor jugador de la competición. Esa temporada, con tan  solo 16 años debutó con el primer equipo, disputando minutos en 3 partidos de liga y en otros dos de la Liga ABA.
Al año siguiente se marchó cedido al KK FMP, donde pudo disponer de más minutos. Jugó una temporada en la que promedió 6,5 puntos y 2,9 rebotes por partido. Al término de la misma, tras rumores durante todo el verano, en noviembre de 2015 firmó por tres temporadas con la Orlandina Basket de la Serie A italiana. En su primera temporada promedió 5,1 puntos y 2,4 rebotes por partido.
Tras comenzar la temporada 2020-21 sin equipo, el 30 de abril de 2021 firma por el Fortitudo Bologna de la Lega Basket Serie A italiana. Tras acabar la temporada, el 9 de julio de 2021 firmó con el Pallacanestro Mantovana de la Serie A2 italiana.

### Selección nacional
Es un habitual de la selección de Serbia en sus categorías inferiores. En 2013 ganó la medalla de plata en el Europeo sub-16 disputado en Ucrania, promediando 10,9 puntos y 7,1 rebotes por partido, y al año siguiente fue bronce en el Mundial sub-17 de Emiratos Árabes, promediando 12,1 puntos y 6,3 rebotes.